# Comuna de Złoty Stok
Złoty Stok (polaco: Gmina Złoty Stok) é uma gminy (comuna) na Polónia, na voivodia de Baixa Silésia e no condado de Ząbkowicki. A sede do condado é a cidade de Złoty Stok.
De acordo com os censos de 2004, a comuna tem 4807 habitantes, com uma densidade 63,6 hab/km².

## Área
Estende-se por uma área de 75,63 km², incluindo:
- área agricola: 45%
- área florestal: 46%

## Demografia
Dados de 30 de Junho 2004:
|                      | Total   | Total | Mulheres | Mulheres | Homens  | Homens |
| -------------------- | ------- | ----- | -------- | -------- | ------- | ------ |
|                      | pessoas | %     | pessoas  | %        | pessoas | %      |
| População            | 4807    | 100   | 2488     | 51,8     | 2319    | 48,2   |
| Densidade (pop./km²) | 63,6    | 100   | 32,9     | 32,9     | 30,7    | 30,7   |

De acordo com dados de 2002, o rendimento médio per capita ascendia a 1674,54 zł.

## Subdivisões
- Błotnica
- Chwalisław
- Laski
- Mąkolno
- Płonica

## Comunas vizinhas
- Bardo, Kamieniec Ząbkowicki, Kłodzko, Lądek-Zdrój, Comuna de Paczków.